# Oecetis ozarkensis
Oecetis ozarkensis är en nattsländeart som beskrevs av Dudley Moulton och Stewart 1993. Oecetis ozarkensis ingår i släktet Oecetis och familjen långhornssländor. Inga underarter finns listade i Catalogue of Life.